# Metro w Rijadzie
Metro w Rijadzie (Riyadh Metro) – w pełni autonomiczny system metra w mieście Rijad, stolicy Arabii Saudyjskiej. Składa się z sześciu autonomicznych (bez maszynisty) linii o długości 176 km z 85 stacjami i stanowi podstawę miejskiego transportu publicznego.

## Historia
W ramach projektu, którego łączny koszt wyniósł około 22,5 miliarda dolarów (17 miliardów euro), zbudowano sześć autonomicznych linii o długości 176 km i 85 stacji. Plany zostały zatwierdzone przez Radę Ministrów Arabii Saudyjskiej 23 kwietnia 2013 i wdrożone przez Wysoką Komisję Rozwoju Arriyadh. W czerwcu 2013 zostały wybrane 3 konsorcja, które podjęły się budowy metra. Umowy zostały zawarte w lipcu 2013, a budowę rozpoczęto 3 kwietnia 2014. Zakończenie budowy było planowane na 2019, ale z powodu opóźnień spowodowanych między innymi sporami finansowymi, problemami logistycznymi i pandemią, ostatnią szóstą linię udostępniono 5 stycznia 2025. To największy projekt infrastrukturalny w historii Arabii Saudyjskiej.
W swojej pierwszej fazie metro w Rijadzie łączy główne węzły komunikacyjne stolicy Arabii Saudyjskiej, w tym dzielnicę finansową King Abdullah, międzynarodowe lotnisko King Khalid, centrum Rijadu i główne uniwersytety.

## Stacje
Wśród 85 stacji trzy są stacjami przesiadkowymi i na ich zaprojektowanie ogłoszono konkursy architektoniczne i wybrano projekty pracowni:
- Gerber Architekten (Niemcy) – stacja Olaya
- Snøhetta (Norwegia) – stacja Qasr Al Hokm Downtown
- Zaha Hadid (Wielka Brytania) – stacja King Abdullah Financial District (KAFD).

## Tabor i przepustowość
Riyadh Metro jest w stanie przewozić do 3,6 mln pasażerów dziennie, co znacząco zmniejszy ruch samochodowy i pozwoli zredukować emisję dwutlenku węgla o 12,5 mln ton rocznie. Sieć opiera się na pociągach Alstom Metropolis (budowane w zakładzie  Alstom Konstal w Chorzowie) i Innovia Metro, które oferują dwie klasy wagonów z oddzielną strefą dla rodzin i osób podróżujących indywidualnie. Wszystkie pojazdy są wyposażone w ergonomiczne siedzenia, klimatyzację i systemy informacyjne w czasie rzeczywistym, co gwarantuje komfort i bezpieczeństwo pasażerów.

## Linie
| Nr linii | Kolor        | Przybliżona długość | Liczba stacji | Stacje z możliwością transferu | Transfer między liniami |
| -------- | ------------ | ------------------- | ------------- | ------------------------------ | ----------------------- |
| 1        | Niebieska    | 38 km               | 26            | 4                              | 2, 3, 4, 5, 6           |
| 2        | Zielona      | 25,3 km             | 16            | 4                              | 1, 5, 6                 |
| 3        | Czerwona     | 40,7 km             | 22            | 2                              | 1, 6                    |
| 4        | Pomarańczowa | 29,6 km             | 9             | 2                              | 1, 6                    |
| 5        | Żółta        | 12,9 km             | 12            | 2                              | 1, 2                    |
| 6        | Fioletowa    | 29,9 km             | 11            | 4                              | 1, 2, 3, 4              |